# John Bull (Politiker, 1803)
John Bull (* 1803 in  Virginia; † Februar 1863 bei Rothville, Missouri) war ein US-amerikanischer Politiker. Zwischen 1833 und 1835 vertrat er den Bundesstaat Missouri im US-Repräsentantenhaus.

## Werdegang
Weder der genaue Geburtsort noch das Geburtsdatum von John Bull sind überliefert. Nach einem Medizinstudium und seiner Zulassung als Arzt begann er in der Nähe von Glasgow (Missouri) in diesem Beruf zu arbeiten. Gleichzeitig studierte er Theologie. Nach seiner Ordination zum Geistlichen der Methodistenkirche wurde er in seiner neuen Heimat als Prediger tätig. Politisch schloss er sich in den 1820er Jahren der Bewegung um den späteren Präsidenten Andrew Jackson an und war bei den Präsidentschaftswahlen von 1828 einer von dessen Wahlmännern. Später wandte er sich von Jackson ab, wurde Mitglied der oppositionellen National Republican Party und bewarb sich für diese 1832 erfolglos um das Amt des Gouverneurs von Missouri, wobei er Daniel Dunklin mit 45:50 Prozent der Stimmen unterlag.
Bei den Kongresswahlen des Jahres 1832 wurde Bull im damals neu geschaffenen zweiten Wahlbezirk von Missouri in das US-Repräsentantenhaus in Washington, D.C. gewählt, wo er am 4. März 1833 sein neues Mandat antrat. Bis zum 3. März 1835 absolvierte er eine Legislaturperiode im Kongress. Diese war von den Diskussionen um die Politik von Präsident Jackson überschattet. Dabei ging es um die umstrittene Durchführung des Indian Removal Act, die Nullifikationskrise mit dem Staat South Carolina und die Bankenpolitik des Präsidenten.
Nach seinem Ausscheiden aus dem US-Repräsentantenhaus war John Bull wieder als Geistlicher und als Arzt tätig. Er starb im Februar 1863 in Rothville.